# Мост Блажа Јовановића
Мост Блажа Јовановић је мост на реци Морачи (река у Подгорици, главном граду Црне Горе). Мост се налази у близини ушћа реке Рибнице и Мораче, и део је булевара Светог Петра Цетињског. Мост је дугачак 115,20 м и широк 22,35м и најпрометнији је градски мост.

## Историја
Мост Блажа Јовановића грађен je у периоду између 1948. и 1950. Пројектовао га је светски познати српски архитекта Бранко Жежељ. Мост носи име по револуционару и народном хероју Блажи Јовановићу. Мост је реконструисан 2008. године и званично је отворен у марту 2009. године.